# Myrtåg
Ej att förväxla med myrtäger, som är ett dialektalt namn för linnea (Linaeae borealis).
Myrtåg (Juncus alpinoarticulatus) är en tågväxtart som beskrevs av Dominique Chaix. Myrtåg ingår i släktet tåg och familjen tågväxter Arten är reproducerande i Sverige. Många underarter finns beskrivna men Catalogue of Life behandlar den som en monotypisk art.

## Bildgalleri

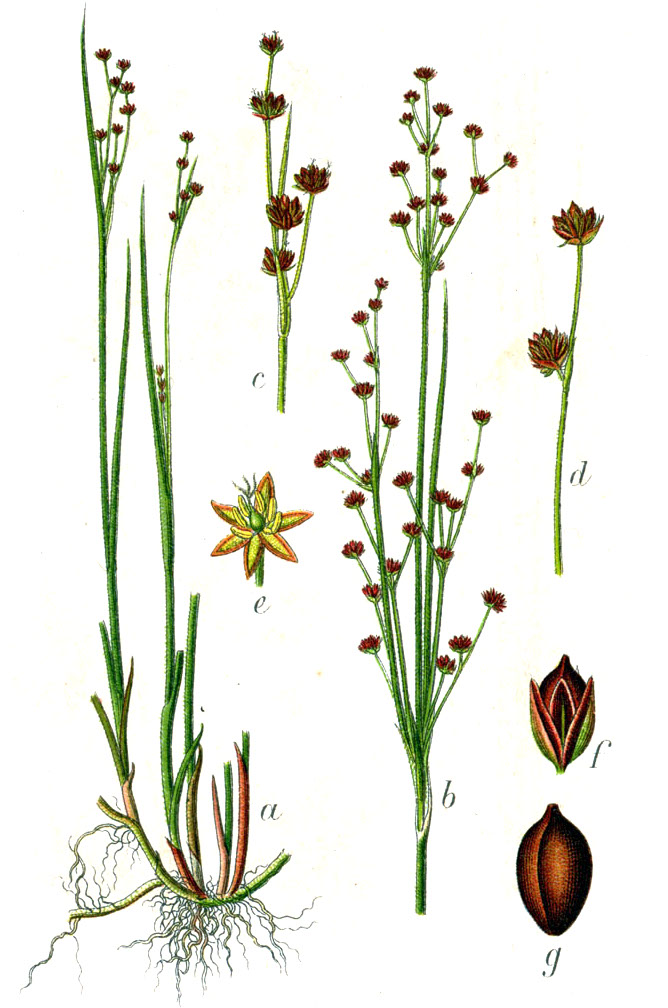
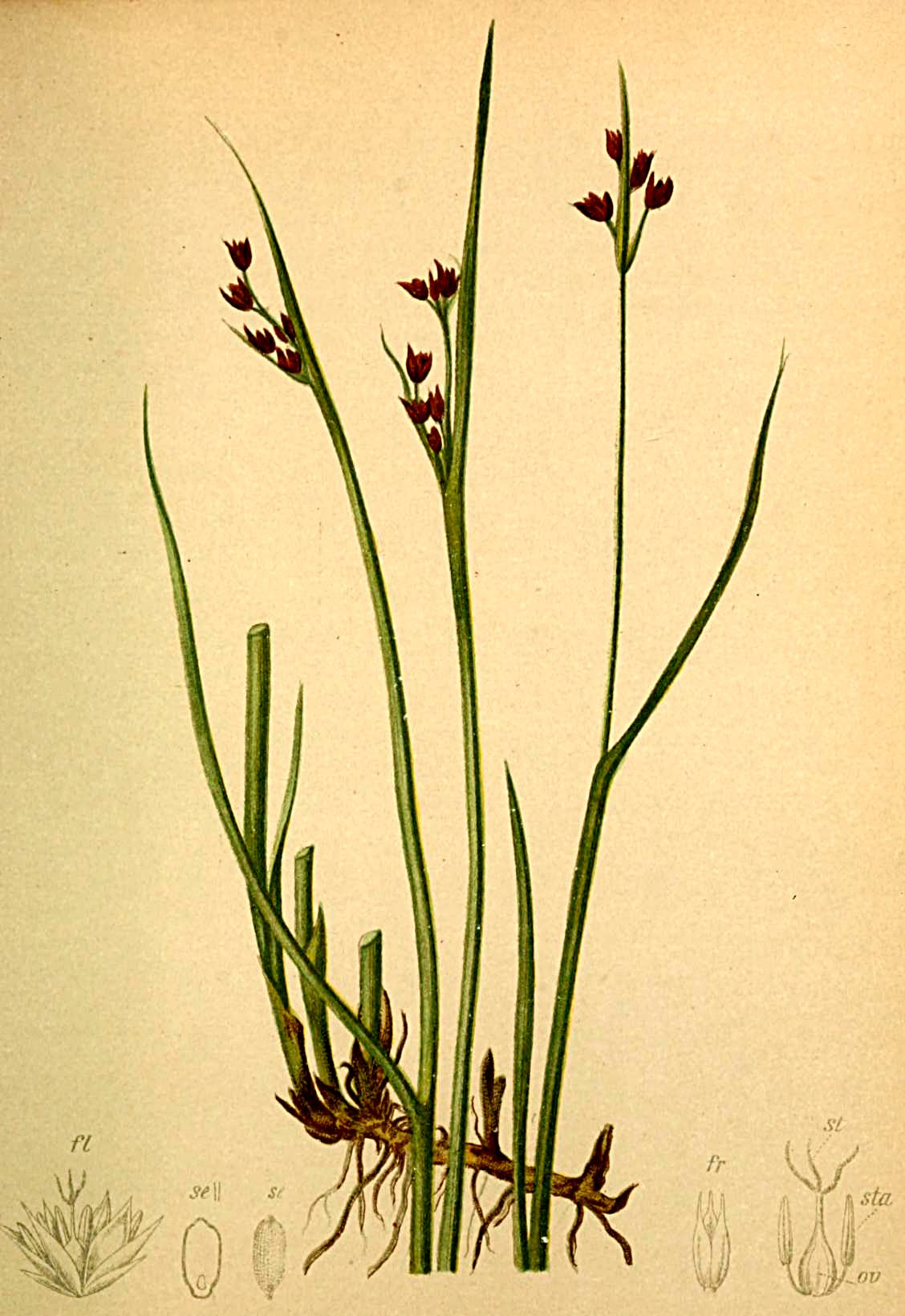
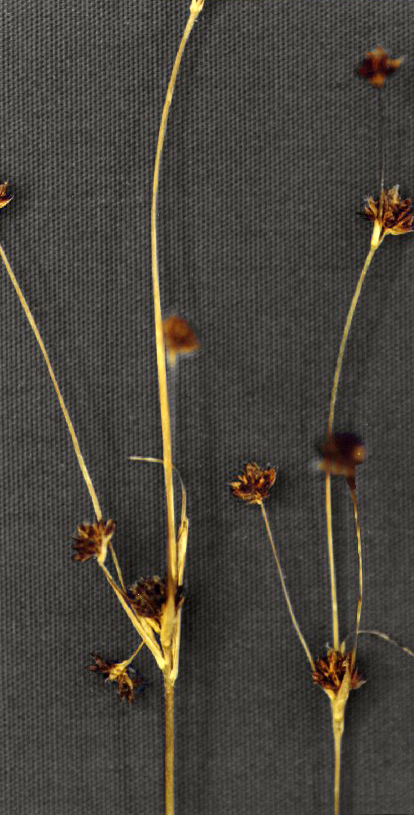